# فريدريك ايلمز
فريدريك ايلمز (بالإنجليزية: Frederick Elmes)‏ (و. 1946 – م) هو مصور سينمائي من الولايات المتحدة الأمريكية.

## وصلات خارجية
- فريدريك ايلمز على موقع IMDb (الإنجليزية)
- فريدريك ايلمز على موقع قاعدة بيانات الأفلام العربية
- فريدريك ايلمز على موقع ألو سيني (الفرنسية)
- فريدريك ايلمز على موقع أول موفي (الإنجليزية)
- فريدريك ايلمز على موقع قاعدة بيانات الأفلام السويدية (السويدية)
- فريدريك ايلمز على موقع قاعدة بيانات الفيلم (الإنجليزية)
- فريدريك ايلمز على موقع كينوبويسك (الروسية)